# Jacques Caffieri
Jacques Caffieri, född 1678, död 1755, var en fransk bildhuggare och bronsgjutare, son till Philippe Caffieri, far till Philippe och Jean-Jacques Caffieri.
Caffieri arbetade för de kungliga franska slotten och utförde inredningsdetaljer som belysningsredskap, spegelramar, väggdekorationer med mera, men även möbler, till exempel en byrå i Wallace collection, London, ett ur i South Kensington museum, London med flera. Möblerna karakteriseras av régencestilens lättare formgivning och formspel. Caffieri har även utfört ett antal porträttbyster.